# Marcos Caridad Jordán
Marcos Caridad Jordán (Montevideo, c. 1950 - idem., 27 de octubre de 1973) fue un estudiante de Ingeniería entre los años 1969 y 1973 y militante estudiantil y de los Grupos de Acción Unificadora (GAU).

## Muerte
Falleció a causa de la explosión de una bomba en la Facultad de Ingeniería y Agrimensura, el 27 de octubre de 1973. La dictadura sostuvo que se trató de un accidente con la bomba que él estaba fabricando
, y lo tomó como motivo para intervenir la Universidad de la República, destituyendo y encarcelando a sus autoridades. En realidad, el origen de dicha bomba nunca fue debidamente aclarado.
El Movimiento Estudiantil uruguayo considera a Marcos Caridad como uno de sus mártires. 